# Тимофей (Нтумба)
Епи́скоп Тимофе́й (греч. Επισκόπος Τιμόθεος, в миру Тимоти Нтумба Мусангайи, фр. Timothée Ntumba Musungayi; род. 18 ноября 1972, Кананга) — епископ Александрийской православной церкви, епископ Гомский (с 2024).

## Биография
Родился 18 ноября 1972 года в Кананге в провинции Лулуа в Демократической Республике Конго в семье священника Феофана Нтумбы. В 1985 году крещён в православие греческим миссионером архимандритом Харитоном (Пневматикакисом).
Окончил миссионерскую школу «Φώς Εθνών» в Кананге, позднее — училище Афониад и богословскую школу Афинского университета, а также аспирантуру Аристотелевского университета в Салониках по кафедре догматики. Родной язык луба, свободно говорит на новогреческом и французском языках.
8 сентября 1999 года митрополитом Центральноафриканским Тимофеем (Кондомеркосом) был пострижен в монашество с именем Паисий в честь святого Паисия Святогорца, которого постриженный знал лично и многократно посещал. Во время учёбы в Греции, с одобрения покойных митрополитов Центральноафриканского Тимофея и Никополисского и Превезского Мелетия, он стал одним из основателей монастыря пророка Илии в Превезе.
В 2007 году митрополитом Центральноафриканским Игнатием (Манделидисом) был хиротонисан во иеродиакона с наречением имени Тимофей. В течение шести лет преподавал в лицее для мальчиков «Φως Εθνών» в Кананге и позднее в богословской школе имени святого Афанасия Афонского Православного университета Киншасы, где четыре года был генеральным административным секретарём.
26 июня 2011 года епископом Мареотидским Гавриилом (Рафтопулосом), викарием патриарха Александрийского, в соборе святого Саввы Освященного в Александрии был хиротонисан во иеромонаха. На следующий день патриархом Феодором II возведён в достоинство архимандрита.
8 июля 2011 года Патриарх Феодор II назначил его ответственным за миссионерскую работу в Восточном Конго с центром в городе Буниа (приход святителя Николая), Восточное Конго, где он служил миссионером 11 лет подряд. 24 февраля 2013 Патриарх Феодор II во время своего пастырского визита в Бурундийскую и Руандскую епархию назначил его духовником.
3 июня 2022 года Патриарх Феодор II во время своего пастырского визита в Киншасскую епархию назначил его патриаршим эпитропом недавно созданной Гомской епархии.
15 февраля 2024 года Священным синодом Александрийской православной церкви был избран для рукоположения в сан епископа Гомского.
30 марта 2024 года хиротонисан во епископа в митрополичьем храме Святого Николая в Киншасе. Хиротонию совершили: митрополит Гвинейский Георгий (Владимиру), митрополит Катагский Мелетий (Камилудис), митрополит Киншасский Феодосий (Цицивос), митрополит Канангский Харитон (Мусунгаи), епископ Джинджийский и Восточной Уганды Сильвестр (Киситу), епископ Гулуский и Северной Уганды Нектарий (Кабуйе) и епископ Константианский Косма (Таситис).